# إلياس جريس
إلياس خليل جريس سمارنة (15 مايو 1946 - 10 مايو 1998) صحفي ومدرس وشاعر أردني. ولد في بلدة الطيبة في منطقة إربد. حصل على شهادة البكالوريوس في الأدب العربي من جامعة بيروت العربية سنة 1980 وشهادة دبلوم الدراسات العليا في الأدب العربي سنة 1982 من الجامعة اليسوعية. عمل مدرّسًا للغة العربية 1969 حتى 1989 وصحفيًا في جرائد عمّان المساء والرأي والشعب والدستور. نشر قصائده في الصحف، وفي مجلة أفكار إلا أنه لم يُصدر كتباً خلال حياته. نشر له مجموعة شعرية بعنوان تضاريس الوجه المتعب في 2011. توفي في الزرقاء. 

## سيرته
وُلد إلياس خليل جريس سمارنة في 15 مايو 1946 في قرية الطيبة في إربد، وتلّقى علومه الابتدائية في مدارس متعدّدة تبعاً لتنقّل عائلته، حيث كان والده أحد أفراد القوات المسلحة الأردنية. فدرَس في حوّارة نابلس، وشعفاط، وبيت حنينا. ثم استقرت عائلته في مدينة الزرقاء التي تلقّى فيها علومه في المرحلتين الإعدادية والثانوية، وحصل على شهادة التوجيهي في الفرع الأدبي سنة 1964. عمل مدرّساً في مدرسة ثيودور شنِلَّر بالرصيفة، ثم في كلية تراسانطة بعمّان، ثم في مدرسة الروم الكاثوليك للبنين بالزرقاء من 1969 حتى 1989.

واصل دراسته في أثناء عمله، فحصل على شهادة البكالوريوس في الأدب العربي من جامعة بيروت العربية سنة 1980، ثم انتسب إلى الجامعة اليسوعية وحصل منها على شهادة دبلوم الدراسات العليا في الأدب العربي سنة 1982.

عمل في الصحافة، مبتدئاً بصحيفة عمّان المساء التي أشرف على زوايا متنوّعة فيها من 1971 حتى 1979، وكتب مقالات في صحيفتي الشعب والدستور اليوميتين، وعمل أيضاً في مجال التحقيقات في صحيفة الرأي 1979 - 1989.

كان عضواً في رابطة الكتاب الأردنيين، وعضواً في فرعها بالزرقاء. كما كان عضواً مؤسّساً في نادي الشبيبة المسيحي سنة 1970، كما شغل عضوية هيئته الإدارية. ثم أسّس نادي دير اللاتين في الزرقاء، وكان أوّل رئيس له. نشر قصائده في الصحف، وفي مجلة أفكار التي تصدرها وزارة الثقافة، إلا أنه لم يُصدر كتباً خلال حياته.

توفِّي في 10 مايو 1998 في الزرقاء.

## شعره
يعتبر شاعرا مقلّا فقد كتب طيلة حياته خمسا وعشرين قصيدة كل قصيدة لها مناسبتها الخاصة، في الوطنيات، والاجتماعيات، «ولهذا كانت كل قصيدة تشد القارئ بما حوَت من كلمات وأفكار تؤكد على تمكن هذا الشاعر من إيصال فكرته وكلماته إلى القراء، فكان إنسانا عمليا وصادقا ومثابرا من أجل رفع لواء الأدب والثقافة في عالم كان الكل فيه يسعى إلى أن ينهض الإنسان العربي ويكبر ويكون له الدور الكبير في سبيل تحرير فلسطين من أيدي الغزاة الصهاينة.» 

## وصلات خارجية
- في موقع أرشيف المجلات